# Estação Ronda de la Comunicación
Ronda de la Comunicacíon é uma estação da Linha 10 do Metro de Madrid (Espanha).